# Noddule
Koordinaten: 40° 23′ 14″ N, 9° 17′ 0″ O
Noddule ist ein komplexer Kultplatz der Nuraghenkultur in der Nähe von Orune in der Provinz Nuoro auf Sardinien.

## Lage
Noddule liegt 13 km von Nuoro an der Straße 389, die von Nuoro über Orune nach Bitti führt. Bei km 13 beginnt ein 200 m langer Weg mit einem Hinweis auf die Area archeologica. Der Komplex an der Nuraghe besteht aus der stark gestörten Nuraghe, einigen Resten von relativ gut erhaltenen Rundhütten (italienisch capanna circolare) und dem heiligen Brunnen.

## Beschaffenheit
Die teilweise zusammengebrochene Nuraghe liegt an der höchsten Stelle im Gelände und ist von untypischer Form. Sie hat eine ovale zentrale Kammer ohne Nischen, während eine der drei sekundären Tholoi drei ungewöhnlich platzierte, kleine Nischen aufweist. Ein Innenhof und verschiedene Gänge (einer mit Stufen) durchziehen den Komplex.

### Brunnen
Der heilige Brunnen (italienisch Pozzo sacro) wird durch eine Quelle, die noch aktiv ist, mit Wasser versorgt. Er ist in gutem Zustand und ist gekennzeichnet durch eine halbrunde Vorkammer von etwa. 3,2 m Durchmesser und ein abwärts verlaufendes rechteckiges Areal von 3,0 × 1,8 m mit hohen Seitenwänden. Der Bereich, von dem aus die Quelle zugänglich ist, ist mit seitlichen Bänken ausgestattet. In der Wand befindet sich, etwa einen Meter hoch liegend eine kleine Zelle. Hinter der Wand des Wasserbeckens befindet sich der verdeckte Quellraum. Er besteht aus einer kleinen gemauerten Tholos, die etwa einen Meter hinab reicht und oberhalb der Öffnung noch etwa 0,5 m hinauf reicht.
Die zwischen der Nuraghen und dem Brunnen gelegene Große Rundhütte ist gut erhalten und die Mauern sind noch etwa einem Meter hoch erhalten. In der Nähe lag das etwa 8,5 m lange abgetragene Gigantengrab von Noddule, dessen Kammer 4,9 m lang und 0,85 m breit war.